# Hacker (película de 2016)
Hacker (estrenada en cines como Anónimo) es un thriller criminal de 2016, dirigido por Akan Satayev, sobre un grupo de jóvenes piratas informáticos que se involucraron con un grupo criminal en línea y traficantes del mercado negro en Toronto, Hong Kong, Nueva York y Bangkok. El elenco estaba formado por Callan McAuliffe, Lorraine Nicholson, Daniel Eric Gold y Clifton Collins Jr. La historia se basó libremente en hechos reales. El guion fue escrito por Timur Zhaxylykov y Sanzhar Sultan, quienes también produjeron en asociación con Brillstein Entertainment Partners. La película tuvo un estreno limitado en los Estados Unidos (bajo el título Anónimo), el 2 de diciembre de 2016. Después de eso, Sony Pictures lanzó la película sobre entretenimiento en el hogar.

## Producción
Como una familia de inmigrantes que se mudó a Canadá, los Danyliuk posteriormente luchan por el dinero y tienen que vivir de la asistencia social. Alex creció sin amigos y pasaba su tiempo en línea, jugando. Más tarde comenzó a ganar dinero como "Clicker" al generar tráfico en línea para generar ingresos para los sitios web. Eventualmente se va de casa para vivir en Toronto para asistir a la universidad. Para ganar dinero extra para mantenerse, Alex recurre a una vida de crimen y robo de identidad, con la ayuda de Sye, un estafador astuto que lo introduce en el mundo del comercio en el mercado negro. Comienzan con tarjetas de crédito perdidas y robadas y transacciones falsas. A Alex lo atrapan tratando de defraudar al Banco Internacional de Canadá, el banco que despidió a su madre, y persuade a Curtis, el jefe de seguridad del banco, haciendo un trato para arreglar su sitio inseguro y sus computadoras de forma gratuita, a cambio de dejar que él y Sye Vamos. Lo que hizo Alex se filtró a la Dark Web. Recibió muchos elogios de otros miembros de Dark Web por lo que hizo, porque era inusual piratear un banco al visitarlo físicamente. Este acto llamó la atención de Zed, una misteriosa figura enmascarada, conocida como la cabeza de la Dark Web. 
Alex conoce a Kira, una joven hacker, a quien conoció después de que Sye usó su computadora portátil para hablar con ella y le pide que se reúnan. A través de la sugerencia de Sye, Alex le pide a Kira que se una a él y a Sye. Kira les presentó muchas más formas de ganar dinero imprimiendo sus propias tarjetas de crédito (a través de la máquina de tarjetas de crédito que trajo Kira) y usando Bitcoin. Los tres comienzan a ganar más dinero. Sye sospecha de la forma en que trabaja Kira y dice que no saben quiénes son los clientes de Kira y de dónde los obtiene. Kira le sugiere a Alex que se muden a Hong Kong, donde pertenecen las personas como ella y Alex, y Sye puede quedarse en Canadá si quiere. Alex dice que no puede dejar atrás a Sye, pero no responde cuando Kira le dice que lo piense.
Mientras Kira está en medio de un trato que había establecido, Sye una vez más cuestiona a sus clientes y le dice a Alex que es sospechoso que compren un camión completo de sus productos. Casi al final del trato, Kira llama a Alex para que firme los papeles. Antes de que Alex pudiera firmar, Sye les dice a los clientes de Kira que pueden comprar la cantidad que quieran y que no tienen que comprar todo ahora. Kira no está de acuerdo con Sye y dice que su trato es comprar todo lo que hay en el camión o tendrán que encontrar un nuevo comprador. Sye y Kira tienen una acalorada discusión que hace que uno de los clientes dispare su arma al aire. El cliente dijo que nunca se hará ningún trato, y si se ponen en contacto con alguien que conocen, no serán tan agradables como lo fueron ese día. Este incidente los empuja a trasladarse a Hong Kong. Al no tener un registro de todas las tarjetas de crédito que usan, no saben si una tarjeta todavía funciona o no. Si la tarjeta que usaron en una tienda ya no funciona, el sistema la detectará y activará un mensaje de 'recogida'. Esto significa que la tarjeta es robada, lo que hará que el vendedor llame a la policía. Una noche, después de una transacción fallida debido a una tarjeta vencida, se van a casa frustrados, pero Sye les sugiere que celebren porque es su cumpleaños. Los tres van a un club nocturno donde Sye se pelea con Sye y Alex y terminan en la cárcel. Después de un tiempo, fueron liberados y vieron a Kira fuera de la prisión, quien pareció rescatarlos. Cuando se le pregunta qué pasó, Kira solo responde con 'mi tío'. Como disculpa por lo sucedido, Sye les consiguió dinero usando una tarjeta vieja que obtuvieron de un banquero colombiano, que Alex le había pedido que no usara nunca más. Alex se enojó y le pidió a Sye que se fuera. 
Alex y Kira recorren todos los cajeros automáticos de Hong Kong retirando un total de 2,3 millones de dólares, dejando atrás las tarjetas telefónicas de Darkweb después de cada transacción. Kira quiere retirarse, pero Alex quiere continuar. Esta operación se informó en las noticias y llamó la atención de Zed. Zed lo contacta y Alex hace arreglos para reunirse con él en persona. Se encuentran en una antigua fábrica y se sorprenden al encontrar a Zed en una silla de ruedas y con la cara muy quemada. Alex y Kira acuerdan hacer una misión para Zed, quien explica que el fracaso de esta misión causará la vida de ellos y sus familias.
Sye regresa a Hong Kong y se pone en contacto con Alex desde su hotel, pero los hombres del banquero colombiano llegan primero al hotel y matan a Sye antes de que Alex y Kira puedan regresar. Alex y Kira continúan con el trato acordado con Zed para colapsar el mercado de valores. De camino a la Reserva Federal, el presidente de la Reserva Federal recibió un disparo, lo que provocó que los mercados entraran en pánico y colapsaran. La misión de Alex y Kira era publicar los artículos escritos previamente sobre el asesinato en línea para que se informara antes del cierre de la bolsa de valores, y Zed obtendría mucho dinero. Más tarde se hace evidente que era un impostor y que el asesinato fue fingido. Mientras subían al auto, Alex y Kira fueron retenidos a punta de pistola. Se muestra que Alex está en una oficina abandonada con la cabeza cubierta con un paño negro y está acompañado por dos hombres. Uno de ellos recibe una llamada quien luego procedió a inyectarle un líquido a Alex. Después de que Alex recupera el conocimiento, decidió tomar un vuelo a Bangkok, Tailandia, donde Kira dijo que se encontraría si algo salía mal, pero ella no apareció. Alex fue a un cibercafé para saber qué sucedió después de su operación con Zed, al enterarse del aparente arresto de Zed y la muerte de Kira. 
Antes de que pudiera visitar el sitio web Mobli de Kira para verificar si hay algún mensaje oculto que Kira podría haberle dejado, su tarjeta activó una llamada que hizo que la policía entrara y lo arrestara. Luego Alex fue enviado a la cárcel. Después de pasar 2 años en la cárcel, finalmente es liberado a través del Indulto Real. En las puertas de la prisión el día de su liberación, Kira lo recibe. Alex le pregunta por qué está allí. Kira finalmente explica toda la historia y revela que ella ha sido parte de un trato que hizo con el FBI trabajando como agente para atrapar a Zed. Ambos se marchan juntos.